# Anacleto
Anacleto  è un nome proprio di persona italiano maschile.

## Varianti
- Ipocoristici: Cleto[1][2][3][4], Clito[1][3]
- Femminile: Anacleta[1]
  - Ipocoristici: Cleta[1], Clita[1]

### Varianti in altre lingue
- Catalano: Anaclet[5]
  - Ipocoristici: Clet[5]
- Greco antico: Ἀνάκλητος (Anàklētos)[2]
- Inglese
  - Ipcoristici: Cletus[2], Cletis[2]
- Latino: Anacletus[2]
  - Ipocoristici: Cletus[4]
- Portoghese: Anacleto[2]
  - Ipocoristici: Cleto[2]
- Spagnolo: Anacleto[2][5]
  - Ipocoristici: Cleto[2][5]

## Origine e diffusione

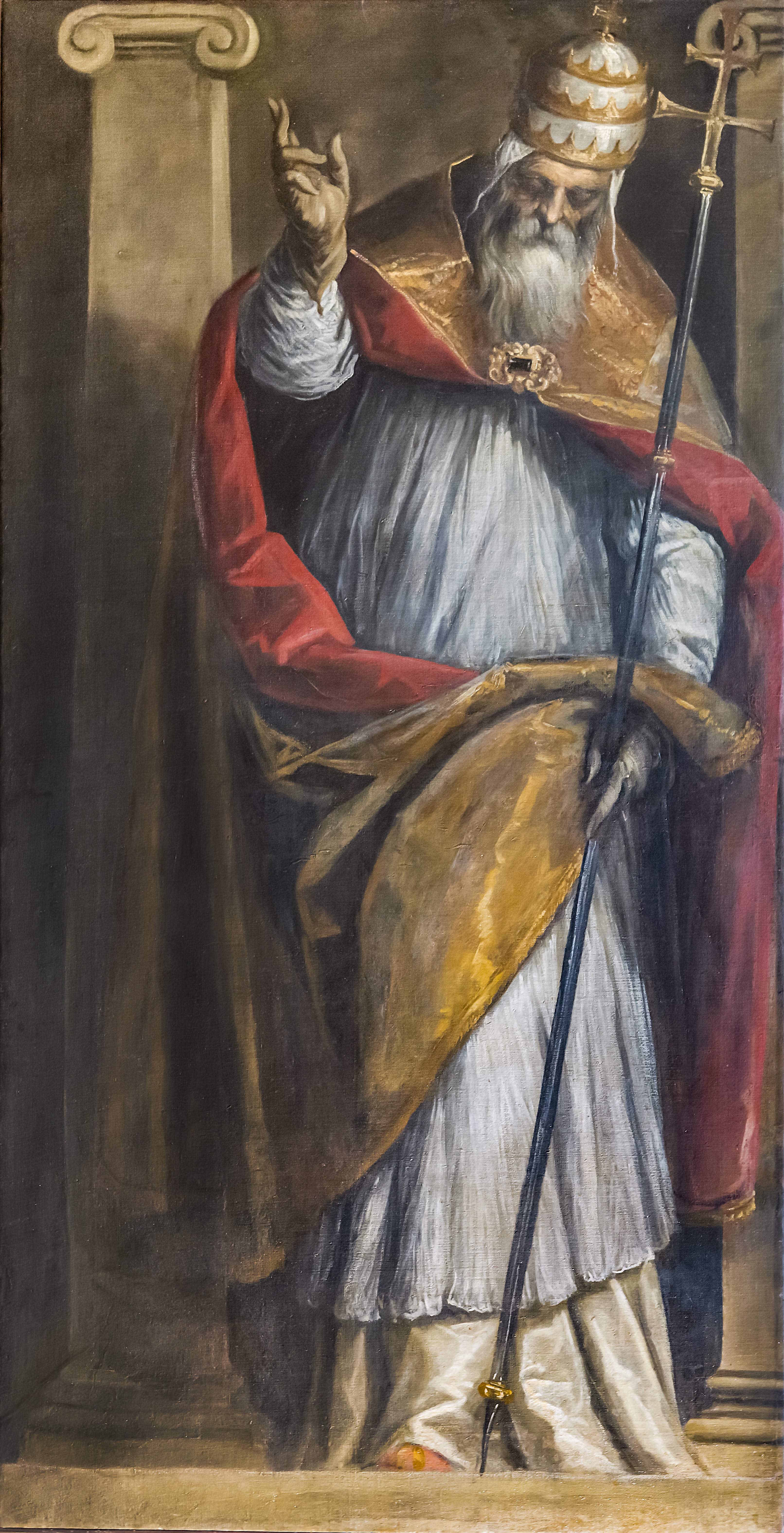
Affresco di papa Cleto nella chiesa dei Gesuiti di Venezia, di Jacopo Palma il Giovane

Deriva dal nome greco Ἀνάκλητος (Anàklētos), latinizzato in Anaclētus, tratto dall'omonimo aggettivo che vuol dire "invocato", "chiamato".
La forma abbreviata Cleto è attestata già anticamente con il latino Cletus; così si chiamò il terzo pontefice dopo san Pietro e san Lino, il cui nome completo viene riportato talvolta come Anacletus, e talaltra come Anencletus: questo secondo nome deriva dal greco Άνέγκλητος (Anenkletos), tratto da ἐγκαλέω (enkaléō, "incolpare") combinato con un'alfa privativa, avente il significato di "irreprensibile", "privo di colpa". A questo papa, anch'egli venerato come santo, si deve la diffusione del nome in Italia; negli anni settanta era documentata soprattutto nel Lazio con circa novemila occorrenze, di cui un terzo della forma abbreviata.

## Onomastico
L'onomastico ricorre il 26 aprile in memoria di san Cleto o Anacleto, terzo papa, martire a Roma sotto Domiziano. 
Il 25 ottobre si ricorda anche un san Cleto, confessore a Tivoli, e il 1º aprile si fa memoria del beato Anacleto González Flores, martire in Messico con altri tre compagni.

## Persone
- Anacleto II, antipapa
- Anacleto Altigieri, rugbista a 15 italiano
- Anacleto Bendazzi, presbitero ed enigmista italiano
- Anacleto Boccalatte, artigiano e antifascista italiano
- Anacleto Cazzaniga, arcivescovo cattolico italiano
- Anacleto Cordeiro Gonçalves de Oliveira, vescovo cattolico portoghese
- Anacleto Margotti, pittore e critico d'arte italiano
- Anacleto Milani, presbiterio e religioso italiano
- Anacleto Rossi, cantante italiano
- Anacleto Verrecchia, filosofo, traduttore e giornalista italiano

### Variante Cleto
- Cleto, papa

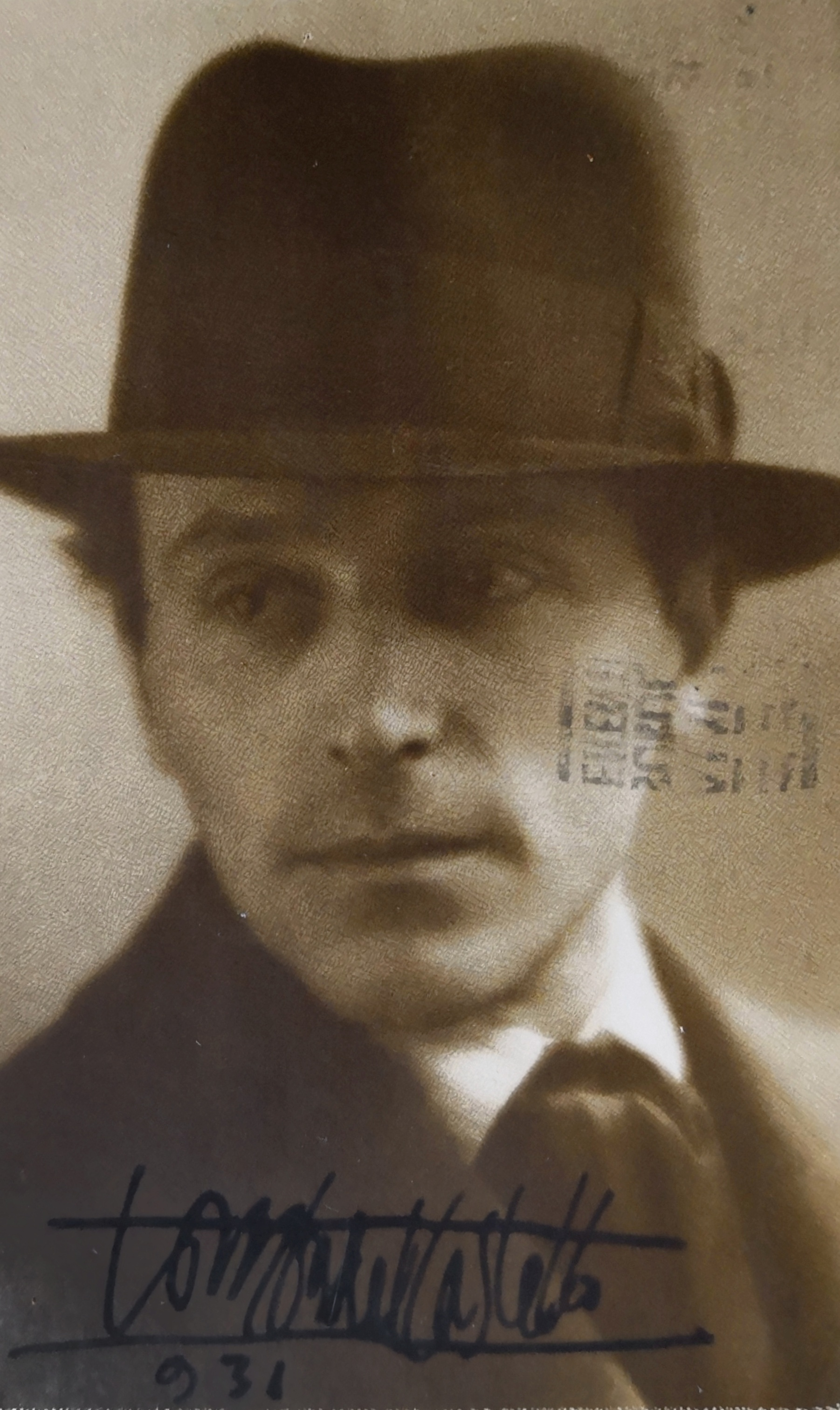
Cleto Tomba

- Cleto Boldrini, politico, avvocato e partigiano italiano
- Cleto González Víquez, politico costaricano
- Cleto Locatelli, pugile italiano
- Cleto Maule, ciclista su strada italiano
- Cleto Pavanetto, religioso, latinista e grecista italiano
- Cleto Polonia, calciatore e allenatore di calcio italiano
- Cleto Tomba, scultore e disegnatore italiano

### Variante Cletus
- Cletus Chandrasiri Perera, vescovo cattolico cingalese

## Il nome nelle arti
- Anacleto (nell'originale inglese Archimedes) è uno dei personaggio del film di animazione La spada nella roccia.
- Cletus Hogg è un personaggio della serie televisiva Hazzard.
- Anacleto Mitraglia (che in alcuni casi diventa Anacleto Faina) è un personaggio dei fumetti Disney Italia.
- Cletus Spuckler è un personaggio della serie animata I Simpson.
- Anacleto Punzone è il protagonista della commedia sexy all'italiana La dottoressa ci sta col colonnello.
- Cletus Klump (interpretato da Eddie Murphy) è il padre di Sherman Klump nei film Il professore matto e La famiglia del professore matto.
- Cletus è un personaggio della webserie animata Helluva Boss.